# Résolution 60/147 de l'Assemblée générale des Nations unies
La résolution 60/147 de l'Assemblée générale des Nations unies, intitulée Principes fondamentaux et directives concernant le droit à un recours et à réparation des victimes de violations flagrantes du droit international des droits de l’homme et de violations graves du droit international humanitaire, est une résolution des Nations unies sur les droits des victimes de crimes internationaux. Elle a été adoptée par l'Assemblée générale des Nations unies le 16 décembre 2005 lors de sa 60e session. Selon le préambule, l’objectif de la résolution est d’aider les victimes et leurs représentants à obtenir réparation et de guider et d’encourager les États dans la mise en œuvre de politiques publiques en matière de réparation.
Les principes ont été rédigés par le juriste néerlandais Theo van Boven, qui a été rapporteur spécial des Nations unies sur le droit à réparation des victimes de violations flagrantes des droits de l'Homme de 1986 à 1991, et ont été finalisés après plus de 20 années de recherche. Ils ont depuis été adoptées par les États membres de l’ONU. Ces principes ne sont pas contraignants, mais l'Assemblée générale a recommandé aux États de les prendre en compte.
La résolution comprend 27 principes décrivant l’obligation de tous les États membres de l’ONU de respecter et de mettre en œuvre le droit international des droits de l’homme et le droit international humanitaire. Il s’agit de la première codification des droits des victimes de violations des droits de l’homme relatifs à la réparation, à un recours, et à l'accès à la justice dans les systèmes juridiques nationaux.

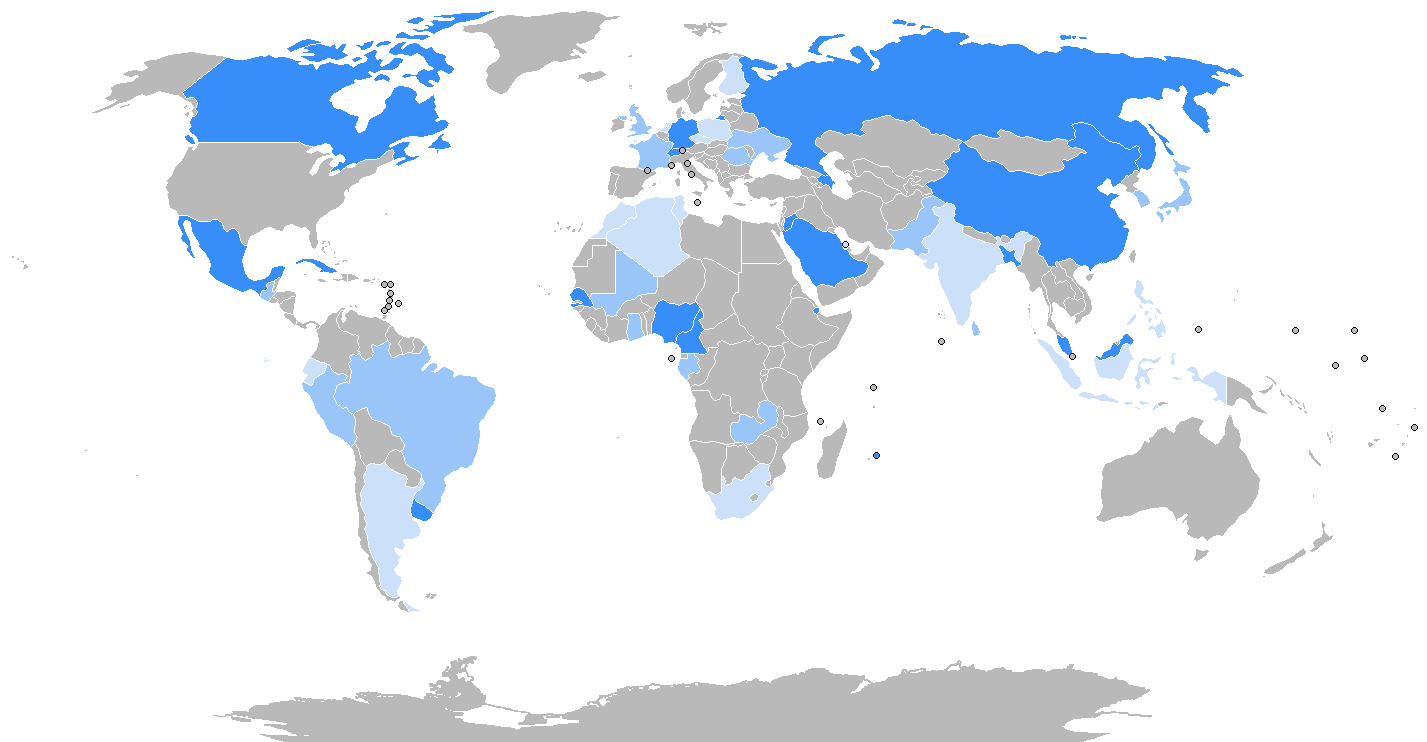
Membres du Conseil des droits de l'homme des Nations unies (CDH), 2007-2009

## Description
Les Principes fondamentaux et directives prévoient que les victimes de violations des droits de l’homme ont droit à réparation. Ce droit découle du principe général du droit de la responsabilité des États selon lequel un fait illicite résultant de la violation d’une obligation internationale donne lieu à une obligation de réparation. La reconnaissance d’un droit à réparation découle du devoir des États de remédier aux actes illicites en vertu du droit international, une obligation codifiée à l’article 34 du Projet d’articles sur la responsabilité de l'État pour fait internationalement illicite (2001).
La résolution combine les droits garantis par le droit international humanitaire et le droit international des droits de l’homme, et codifie le devoir des États de mettre en œuvre des réparations nationales pour les victimes. Elle traite des violations flagrantes du droit international des droits de l’homme et des violations graves du droit international humanitaire qui constituent des crimes au regard du droit international. Ses dispositions concernent le statut et le traitement des victimes de telles violations et leurs droits à réparation en vertu du droit international, y compris le droit à une indemnisation pour le préjudice subi. Elle précise également les délais de prescription relatifs à ces violations, l’accès à la justice et l’accès aux informations pertinentes concernant les violations et les mécanismes de réparation.
Les Principes fondamentaux et directives ne visent pas à créer de nouvelles obligations. Elles sont destinées à servir d’outil ou d'instrument d’orientation aux États dans la mise en œuvre de leurs politiques nationales.

## Contexte
| Pour | Contre | Abstention |
| --- | ------ | --- |
| 1. Afrique du Sud 2. Argentine 3. Arménie 4. Bhoutan 5. Brésil 6. Burkina Faso 7. Canada 8. Chine 9. République du Congo 10. Costa Rica 11. Cuba 12. République dominicaine 13. Équateur 14. Finlande 15. France 16. Gabon 17. Guatemala 18. Guinée 19. Honduras 20. Hongrie 21. Indonésie 22. Irlande 23. Italie 24. Japon 25. Kenya 26. Malaisie 27. Mexique 28. Nigeria 29. Pakistan 30. Paraguay 31. Pays-Bas 32. Pérou 33. Corée du Sud 34. Roumanie 35. Royaume-Uni 36. Fédération de Russie 37. Sri Lanka 38. Swaziland 39. Ukraine 40. Zimbabwe | Aucun  | 1. Allemagne 2. Arabie saoudite 3. Australie 4. Égypte 5. Érythrée 6. Inde 7. Mauritanie 8. Népal 9. Qatar 10. Soudan 11. Togo 12. États-Unis |

Le premier projet des Principes fondamentaux et directives a été préparé par Theo van Boven en 1997, à la demande de la Sous-Commission de la lutte contre les mesures discriminatoires et de la protection des minorités. Après avoir intégré de nombreux commentaires et des recherches plus approfondies, le projet de principes et de lignes directrices de 2000 a été présenté à la Commission des droits de l'homme, puis diffusé aux gouvernements des États ainsi qu'aux organisations non gouvernementales pour qu'ils fassent leurs observations.
Le 31 août 2000, les principes fondamentaux et les directives ont été ouverts aux commentaires et le Secrétaire général a invité les États membres à soumettre leurs observations. Entre 2000 et 2002, le document a subi une nouvelle révision.
En août 2003, une consultation internationale a été organisée par le Haut-Commissariat des Nations unies aux droits de l'homme (HCDH), à la demande de la Commission des droits de l'homme, dans le but de finaliser le texte. Une version révisée a été produite, qui intègre les observations des gouvernements des États et des ONG, ainsi que les avis d'experts et de personnes qualifiées rendus publics. Deux réunions consultatives ultérieures ont eu lieu à Genève en octobre 2003. Le président-rapporteur de la réunion, M. Alejandro Salinas, a produit un rapport que la Commission des droits de l’homme a reçu et accueilli favorablement.
Le 19 avril 2005, la Commission des droits de l’homme a adopté la résolution 2005/35 lors de sa 61e session à New York, confirmant les directives et les recommandant également pour approbation par l’Assemblée générale. Présentée aux États membres, la résolution a été adoptée par un vote enregistré de 40 voix pour, avec 12 abstentions et 0 voix contre.

## Adoption
Les principes fondamentaux et directives ont été présentés à l’Assemblée générale des Nations unies lors de sa 60e session. Le 16 décembre 2005, l'Assemblée générale des Nations unies a adopté par consensus les Principes fondamentaux et directives dans la résolution A/RES/60/147 (2005). Les principes fondamentaux et directives ont été officiellement publiés par les Nations unies en 2006.

## Les victimes au regard du droit international
La résolution fournit une définition complète des victimes, qui combine les définitions existantes trouvées dans les instruments relatifs aux droits de l’homme et dans la jurisprudence. Le principe 8 définit le terme victime comme incluant « les personnes qui, individuellement ou collectivement, ont subi un préjudice, notamment une atteinte à leur intégrité physique ou mentale, une souffrance morale, une perte matérielle ou une atteinte grave à leurs droits fondamentaux, […] les membres de la famille proche ou les personnes à charge de la victime directe et les personnes qui, en intervenant pour venir en aide à des victimes qui se trouvaient dans une situation critique ou pour prévenir la persécution, ont subi un préjudice ».
L'accent mis par la résolution sur les victimes plutôt que sur les auteurs de crimes se place dans le cadre d'une évolution plus large de la jurisprudence pénale internationale vers l'acceptation des droits, des obligations et des responsabilités dus aux individus en vertu du droit international. Cela s'inscrit dans une tendance générale vers la reconnaissance de l’implication des acteurs non étatiques dans le droit international.
Avant ces développement récents, le droit international des droits de l’homme se concentrait sur la nécessité de tenir les auteurs de ces actes responsables, tandis que les victimes restaient en arrière-plan. La création de tribunaux pénaux internationaux et l’augmentation du nombre de ratifications d’instruments relatifs aux droits de l’homme au cours des dernières décennies ont permis une reconnaissance plus complète des victimes en vertu du droit international. La création de la Cour pénale internationale en 1998 en vertu du Statut de Rome a accru l’attention portée aux points de vue des victimes. En établissant une compétence pénale internationale sur les crimes internationaux que sont le génocide, les crimes contre l’humanité, les crimes de guerre et le crime d’agression, le Statut reconnaît explicitement le rôle des victimes dans les procédures internationales et définit leurs droits à réparation. Les Principes fondamentaux et directives ont fourni des orientations considérables quant au contenu du Statut de Rome en ce qui concerne la reconnaissance des droits des victimes, même s'ils étaient encore en cours de rédaction à l'époque.

## Le droit à réparation
Les Principes fondamentaux et directives étendent les droits accordés aux victimes en combinant les droits garantis par le droit international des droits de l’homme et le droit international humanitaire. Il existe un chevauchement considérable entre les droits et la protection accordés par ces régimes, dans des domaines tels que l’interdiction de la discrimination fondée sur la race, le sexe et la religion et le droit à un procès équitable. Les organismes juridiques et juridictionnels internationaux, notamment la Cour internationale de Justice, ont affirmé que l’application du droit international des droits de l’homme et du droit international humanitaire peut être double et complémentaire. Cela a été confirmé par l’arrêt rendu par cette Cour en 2006 en l’affaire des Activités armées sur le territoire du Congo (République démocratique du Congo contre Rwanda). De nombreux théoriciens des droits de l’homme ont soutenu que la distinction entre les différentes branches du droit international est moins pertinente pour déterminer la réparation des victimes.
La résolution est le premier instrument international à énumérer de manière exhaustive les recours possibles en cas de violations des droits de l’homme. Elle précise les droits de réparation des victimes, qui comprennent « a) Accès effectif à la justice, dans des conditions d’égalité ;
b) Réparation adéquate, effective et rapide du préjudice subi ;
c) Accès aux informations utiles concernant les violations et les
mécanismes de réparation. ».
Bien que ce droit ait été confirmé par le droit international et que les instruments relatifs aux droits de l’homme aient abordé les droits de réparation des victimes, les Principes fondamentaux ont été le premier document à énoncer ces droits dans leur intégralité.
La résolution prévoit que ce droit peut prendre cinq formes : la restitution, l'indemnisation, la réadaptation, la satisfaction et les garanties de non-répétition. Cela codifie le droit existant à réparation qui a été confirmé comme un norme de droit international coutumier.
Il y a eu beaucoup de discussions sur la question de savoir si le droit à réparation est un droit individuel ou collectif. Certains juristes ont soutenu que le droit des victimes à réparation est un droit collectif plutôt qu’un droit individuel, car il dépend de l’incorporation des traités relatifs aux droits de l’homme dans la législation nationale. La qualification de la réparation comme un droit individuel a également été rejetée au motif qu’elle n’est pas univoque, en raison des exceptions créées par la loi sur l’immunité des États. Le droit à réparation est restreint par la personnalité juridique limitée des individus en vertu du droit international. Pour qu’une victime reçoive réparation en vertu du droit international, un État doit déposer une plainte en son nom. L’exercice de ce droit requiert également que l’État verse toute indemnisation reçue au ressortissant lésé, ce qui n’est pas exigé par le droit international. En vertu de l’article 19 du projet d’articles sur la protection diplomatique, il s’agit d’une décision qui leur appartient.